# The Big Fisherman
The Big Fisherman é um filme norte-americano de 1959, do gênero drama, dirigido por Frank Borzage e estrelado por Howard Keel e Susan Kohner.
O roteiro é baseado no best-seller de Lloyd C. Douglas, publicado em 1948, traduzido como "O Grande Pescador" no Brasil.
O filme foi o último da carreira do diretor Frank Borzage.

## Sinopse
O filme conta a história da conversão de Pedro Apóstolo, o "pescador de homens" e a rocha sobre a qual o Cristianismo foi fundado. Pedro, também, ajuda a unir o príncipe árabe Voldi a Fara, filha de Herodes Antipas. Fara deseja a morte do pai por ter ele abandonado sua mãe em favor de Herodias. Os ensinamentos de Pedro, no entanto, levam o casal a adotar a crença cristã.

## Premiações
| Patrocinador                                  | Prêmio | Categoria                                                                                 | Situação |
| --------------------------------------------- | ------ | ----------------------------------------------------------------------------------------- | -------- |
| Academia de Artes e Ciências Cinematográficas | Oscar  | Melhor Direção de Arte (em cores) Melhor Fotografia (em cores) Melhor Figurino (em cores) | Indicado |

## Elenco
| Ator/Atriz         | Personagem      |
| ------------------ | --------------- |
| Howard Keel        | Pedro Apóstolo  |
| Susan Kohner       | Fara            |
| John Saxon         | Príncipe Voldi  |
| Martha Hyer        | Herodias        |
| Herbert Lom        | Herodes Antipas |
| Ray Stricklyn      | Deran           |
| Marian Seldes      | Arnon           |
| Alexander Scourby  | David Ben-Zadok |
| Beulah Bondi       | Ana             |
| Jay Barney         | João Batista    |
| Charlotte Fletcher | Rena            |
| Mark Dana          | Rei Zendi       |
| Rhodes Reason      | André Apóstolo  |
| Henry Brandon      | Menicus         |
| Brian G. Hutton    | João Apóstolo   |
| Tom Troupe         | Tiago Apóstolo  |